# Rita Gombrowicz

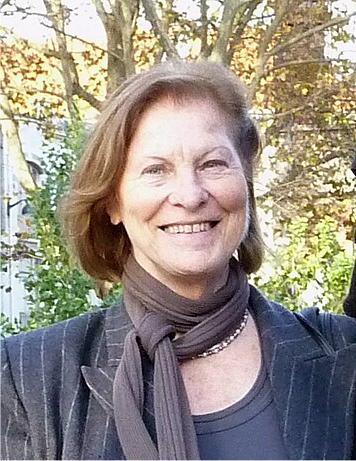
Rita Gombrowicz (2011)

Rita Gombrowicz (* 28. November 1935 in Pierrefonds, heute Montreal als Marie-Rita Labrosse) ist eine kanadisch-französische Literaturwissenschaftlerin sowie Witwe und Nachlassverwalterin des polnischen Schriftstellers Witold Gombrowicz.

## Biographie
Rita Gombrowicz, geborene Labrosse, wurde als Tochter eines kanadischen Farmers geboren, dessen Vorfahren aus der Normandie und aus dem Burgund stammen. Nach ihrer Schulzeit in einem katholischen Internat studierte sie französische Literaturwissenschaft an der Universität Montreal, an der Sorbonne und an der Universität Nice-Aix-en-Provence, wo sie ihre Studien 1968 mit einer Doktorarbeit über die Thematik der Kindheit im Werk von Colette abschloss. Während ihres Studiums in Paris wohnte Rita Gombrowicz zeitweise im Heinrich-Heine-Haus der Cité Internationale Universitaire de Paris.
Im Mai 1964 lernte sie im Kloster Royaumont den polnischen Schriftsteller Witold Gombrowicz kennen. Im Herbst 1964 zog sie zusammen mit Witold Gombrowicz nach Vence, wo das Paar am 28. Dezember 1968 heiratete. Nach dem Tod ihres Mannes im Jahr 1969 verbrachte sie sieben Jahre in Mailand. Heute lebt Rita Gombrowicz in Paris und widmet sich der Verbreitung des Werkes ihres Mannes, das in 37 Sprachen übersetzt ist.
Im Jahr 2007 wurde Rita Gombrowicz die Ehrenbürgerwürde der polnischen Stadt Lublin verliehen.

## Werke (Auswahl)
- Gombrowicz en Argentine. Témoignages et documents 1939–1963. Éditions Denoël, Paris 1984 (1987 in polnischer Ausgabe erschienen).
- Gombrowicz en Europe. Témoignages et documents 1963–1969. Éditions Denoël, Paris 1988.
- Gombrowicz en Argentine. Témoignages et documents 1939–1963. Les Éditions Noir sur blanc, Montricher (Schweiz) 2004 (erweiterte Ausgabe von 1984).